# Yeni Kərki
Yeni Kərki – gmina (azer. bələdiyyə) i wieś (azer. kənd) w zachodnim Azerbejdżanie, w Nachiczewańskiej Republice Autonomicznej, w rejonie Kəngərli. Siedziba wiejskiego okręgu terytorialnego (azer. kənd ərazi dairəsi) o tej samej nazwie, a zarazem jedyna miejscowość wchodząca w jego skład. Leży przy autostradzie M-7 łączącej Nachiczewan z Şərur.
W 2005 roku liczba mieszkańców wsi wynosiła 380. W tym samym czasie większość mieszkańców w wieku produkcyjnym trudniła się głównie hodowlą zwierząt.
Wiejski okręg terytorialny Yeni Kərki został utworzony 8 lutego 2008 roku. Do 2004 roku był położony w rejonie Şərur. 19 marca 2004 roku okręg ten odłączono z rejonu Şərur i przyłączono do nowo utworzonego rejonu Kəngərli. W klasyfikacji Państwowego Komitetu ds. Statystyki Republiki Azerbejdżanu (azer. Azərbaycan Respublikası Dövlət Statistika Komitəsi) gminie nadano unikalny kod 10809007, a wsi 10809018.
We wsi według stanu na 2005 rok znajdowały się między innymi szkoła, biblioteka oraz punkt felczerski.